# Haedus
Haedus is een geslacht van wantsen uit de familie van de Tingidae (netwantsen). Het geslacht werd voor het eerst wetenschappelijk beschreven door William Lucas Distant in 1904.

## Soorten
Het genus bevat de volgende soorten:

- Haedus agelasticus Göllner-Scheiding, 2003
- Haedus bellus (Drake, 1948)
- Haedus burungus Schouteden, 1953
- Haedus cinghalensis Péricart, 1990
- Haedus cirratus Drake & Hill, 1964
- Haedus clarissimus Duarte Rodrigues, 1981
- Haedus clypeatus Distant, 1904
- Haedus decellei Schouteden, 1957
- Haedus dissimilis Duarte Rodrigues, 1981
- Haedus diversatis (Drake, 1927)
- Haedus elegantissimus Duarte Rodrigues, 1981
- Haedus elongatus (Drake, 1948)
- Haedus foetidus Göllner-Scheiding, 2003
- Haedus grewii Livingstone & Jeyanthibai, 1993
- Haedus javancus Drake, 1953
- Haedus lectus (Drake, 1937)
- Haedus linnavuorii Duarte Rodrigues, 1986
- Haedus longus Duarte Rodrigues, 1981
- Haedus manii Livingstone & Jeyanthibai, 1993
- Haedus nymphias Linnavuori, 1977
- Haedus oios Drake & Ruhoff, 1962
- Haedus otiosus Drake, 1953
- Haedus pallens Schouteden, 1953
- Haedus pictus (Distant, 1910)
- Haedus polulus Drake, 1953
- Haedus ruthii Livingstone & Jeyanthibai, 1993
- Haedus schoutedeni Duarte Rodrigues, 1981
- Haedus sidae (Drake & Poor, 1939)
- Haedus spinosus Duarte Rodrigues, 1990
- Haedus vicarius (Drake, 1927)
- Haedus villiersi (Drake, 1953)
- Haedus yacoobii Livingstone & Jeyanthibai, 1993